# 이엔지잡
이엔지잡은 대한민국의 '온라인 이공계 리크루팅 마켓플레이스'이다.

## 개요
이엔지잡은 생산, 설계, 연구개발(R&D) 등 이공계 기술인력의 수요가 많은 기계, 전기전자, IT, 자동차, 조선, 중공업, 철강, 금속, 항공 등 첨단 기술 산업 분야의 채용정보를 전문적으로 다루고 있다. 국내 이공계 관련 분야의 채용소식을 주요 언론매체에 배포하고 있으며, 이공계 관련 설문조사 내용에 대한 각종 통계 및 분석자료를 발표하기도 한다. 1998년 9월 천리안, 하이텔 등 PC통신망을 통해 첫 선을 보인 이후 2001년 11월 ‘케이티잡’으로 인터넷 서비스를 시작했고 2007년 12월 이공계 이미지 강화를 위해 이엔지잡으로 서비스명을 변경했다. 이엔지잡은 엔지니어(engineer)와 잡(job)의 합성어이다.
이공계 채용정보 속보창
이엔지잡은 엔지니어링(공학) 관련 사이트들이 자체 홈페이지를 통해 생산기술 분야 전문채용정보를 실시간으로 제공할 수 있는 ‘이공계 채용정보 속보창’서비스를 무료로 제공하고 있다.

## 제휴 기관
이엔지잡은 정부기관 및 민간단체, 공공기관과 제휴해 이공계 채용정보를 공급하며 ‘이공계 기(氣)살리기’에 앞장서고 있다. 주요 제휴처로는 한국산업인력공단, 인크루트, 파인드잡(벼룩시장), 잡월드(IBK기업은행), 뉴스에듀, 월간리크루트, 가로수닷컴, 한국고용정보원, 스카우트, 커리어, 경총, 노사발전재단 중장년 일자리 희망센터, 건설워커 등이 있다.

## 대한민국 이공계 현주소
이공계 대졸자, 정규직 취업률 갈수록 추락
한국직업능력개발원 채창균 선임연구위원팀은 한국고용정보원의 '대졸자 직업이동경로조사' 자료를 분석한 결과, 공학계열 졸업자의 평균 취업률 81.4%, 평균 월급여 225만3000원인 반면 자연계열 졸업자는 취업률 73.8%, 월 급여 179만4000원이었다. 연구팀은 2007년과 2010년 국내 4년제 대학을 졸업한 1만8천여명의 전공별 취업현황을 조사했다. 또 2007년과 2010년 4년제 대졸자가 각각 취업한 시기인 2008년과 2011년의 취업현황을 비교한 결과 평균 정규직 취업률이 69.4%에서 59.7%로 낮아져 일자리의 질이 전반적으로 나빠졌다.
대기업 수요도 못채우는 이공계 인력
국내 이공계 전공자 수가 부족한 데다 채용규모도 커 인재 확보에 어려움을 겪고 있다. 한 해에 이공계를 전공한 4년제 대학 졸업생이 10만5천여명인데 이들 중 전자공학과 전공으로 졸업하는 인력은 2만 명이 안된다. 삼성이 한 해에 2만여명의 신입사원을 채용하고 이 가운데 80%를 이공계 출신 중에서 뽑는데 원하는 인력을 찾기가 쉽지 않다.
이공계 기피현상의 원인
국내 기업 10곳 중 절반은 연구·개발(R&D) 인력 부족으로 미래 사업 준비에 차질을 빚고 있다. R&D 인력을 확보하지 못하는 이유로 양적 부족과 함께 질적인 수준 저하가 더 심각한 것으로 조사됐다. 또 국내 기업 10곳 중 7곳이 연구인력 부족으로 사업의 정상적인 진행이 어려운 것으로 조사됐다. 전문가들은 이공계 기피현상으로 인력 충원이 어렵다고 진단했다. 이공계 기피현상의 원인으로는 취업은 쉽지만 승진이 힘든 것도 영향을 미친 것으로 조사됐다. 응답자 중 70.3%(85개)는 이공계 전공자가 다른 전공에 비해 취업이 쉽다고 답했다. 하지만 승진할 때 유리하다는 응답비율은 23.9%에 그쳤다.

IT산업 인력부족 현황
2010년 기준 국내 소프트웨어(SW) 업종의 인력 부족은 5796명으로 전체 산업 가운데 가장 많았다. 특히 지경부는 지난해 조사에서 2015년까지 석.박사급 SW 고급인력이 1만1990명 부족할 것이라는 전망까지 내놨다. SW 인재 부족은 한국이 당면한 큰 문제로 지적되고 있다. 특히 SW 개발 전문가와 웹 전문가 등 고급 인력이 매우 부족한 실정이다. 정보통신정책연구원(KISDI)에 따르면 지난해 상반기 국내 ICT 전체 인력 부족률은 4.1%인데 웹 전문가와 SW 개발 전문가 부족률은 각각 8%, 5.1%로 심각한 수준이다.

## 이공계 취업 설문
이공계 구직자들 "어학 스트레스 많아요"
'글로벌 인재'를 선호하는 기업들이 늘어나면서, 외국어에 대한 이공계 구직자들의 심리적 부담이 큰 것으로 조사됐다. 이엔지잡에 따르면, 이공계 구직자 41.5%가 '외국어 능력'을 취업 활동의 가장 큰 걸림돌로 꼽았다. 이어 '출신학교ㆍ전공ㆍ학점'(34.9%), '자격증'(12.2%), '나이제한ㆍ외모 등 차별'(6.4%) 등의 순이다. 또 전체 응답자의 84.3%가 외국어에 부담을 느끼고 있는 것으로 조사됐다. 구체적으로 75.1%가 '부담이 크다'고 응답했고 9.2%는 '다소 부담스럽다'고 답했다. 반면, '부담스럽지 않다'(4.6%)거나 '자신감 있다'(3.8%)는 응답은 소수에 그쳤으며 '포기 또는 준비 안한다'는 답은 7.3%를 차지했다.
이공계 구직자들 "어려워도 대기업 도전"
극심한 취업난 속에서도 이공계 구직자들의 대기업 선호는 여전한 것으로 나타났다. 이엔지잡(옛 케이티잡)에 따르면, 설문에 참여한 이공계 신입 구직자의 67％가 "어렵더라도 대기업에 취업하겠다"고 응답했다. 눈높이를 낮춰 중소기업에 취업한 후 경력을 쌓겠다는 응답자는 33%에 그쳤다.

## 같이 보기
- 과학기술정보통신부
- 산업통상자원부
- 한국산업인력공단
- 한국과학기술인연합
- 기초과학연구원
- 한국과학기술단체총연합회
- 한국고용정보원
- KAIST
- 공학
- 큐넷
- 건설워커

### 이공계 관련 정부기관/협회/단체
- 과학기술정보통신부 홈페이지
- 산업통상자원부 홈페이지
- 한국고용정보원 홈페이지
- 한국산업인력공단 월드잡 홈페이지
- 한국산업인력공단 기술자격포털 큐넷]
- 한국산업기술진흥협회 홈페이지 보관됨 2013-08-13 - 웨이백 머신
- 한국철강협회 홈페이지
- 대한전기협회 홈페이지[깨진 링크(과거 내용 찾기)]
- 한국전력기술인협회 홈페이지
- 한국엔지니어링진흥협회 홈페이지 보관됨 2013-07-24 - 웨이백 머신
- 한국폴리텍대학 홈페이지